# Fernand Robbe
Pour les articles homonymes, voir Robbe.
Fernand Robbe est un ingénieur et homme politique français né le 28 février 1889 à Lorient (Morbihan) et décédé le 28 janvier 1974 à Paris.

## Biographie

### Première Guerre mondiale
Réformé en 1912, Fernand Robbe s'engage comme volontaire lors de la déclaration de guerre d'août 1914. Affecté comme sous-officier dans une unité d'artillerie, il est promu sous-lieutenant en janvier 1915. Il passe ensuite dans une escadrille d'observation. Robbe termine la guerre lieutenant d'artillerie, pilote-aviateur, décoré et avec de multiples citations.

### Entre-deux-guerres et engagement en politique
Établi en région parisienne, Fernand Robbe a travaillé pour la Compagnie aérienne française puis comme ingénieur-conseil à l'Industrielle financière.
Candidat malheureux aux législatives de 1928 et 1932 dans la deuxième circonscription de Seine-et-Oise face au sortant Charles Reibel, Fernand Robbe finit par être élu à ce siège au second tour de l'élection du printemps 1936. Présenté comme radical indépendant, il s'inscrit à la Chambre au groupe des Républicains indépendants et d'action sociale. Soutenu par les Croix-de-feu lors de sa campagne, il se rapproche du colonel de La Rocque et du Parti social français qui succède à cette ligue. Il participe à la fondation du groupe parlementaire du PSF en décembre 1936 et en devient le vice-président.
Reconnu pour son expertise dans le domaine de l'aviation, Robbe est vice-président de la Commission de l'Aéronautique à la Chambre.

### La Seconde Guerre mondiale et la sortie de la vie politique
Officier de réserve mais non mobilisable en 1939 car parlementaire, il rejoint comme volontaire l'Armée de l'Air. En juillet 1940, il est démobilisé à Vichy avec le grade de commandant. 
Comme les autres députés de son groupe, il vote en faveur des pleins pouvoirs constituants au maréchal Pétain le 10 juillet 1940. Le même mois, avec un autre député PSF, Stanislas Devaud, tous deux délégués par La Rocque, il participe à un comité visant à constituer un parti unique mais le projet tourne court.
Lors de l'instruction du procès de Riom, en tant que spécialiste des questions aéronautiques, Robbe dépose à charge contre l'ancien ministre de l'Air, le radical Guy La Chambre; ministre dont la gestion avait déjà été étrillée par lui lors d'un comité secret à la Chambre des députés, en février 1940.
Fernand Robbe finit par s'éloigner de La Rocque vers 1941. En 1943, il refuse de siéger au conseil départemental de Seine-et-Oise nommé par Vichy. Bien qu'ayant aidé la Résistance, il est, à la Libération, déchu de ses mandats et condamné à l'inéligibilité. Lui est notamment reproché sa déposition au procès de Riom. Pierre de Léotard, un ancien du bureau politique du PSF, évoque dans ses Souvenirs politiques "des contacts douteux sous l'Occupation" que Robbe aurait eus durant la période.
Fernand Robbe revient sur le devant de la scène politique en février 1945. Au côté d'Edmond Barrachin, il incarne une fraction dissidente du PSF. Constituant un bureau provisoire, ils tentent, sans grand succès, de rassembler les militants du parti au sein d'une formule excluant La Rocque. Après avoir échoué à une élection partielle en 1952, Robbe disparaît de la vie politique.

## Récapitulatif des mandats
- Conseiller général républicain de gauche de Maisons-Laffitte de 1928 à 1940.
- Député radical indépendant puis PSF de Seine-et-Oise de 1936 à 1940.

## Décorations
- Commandeur de la Légion d'honneur (1956) :
  -  Chevalier de la Légion d'honneur (5 novembre 1915), à titre militaire ;
  -  Officier de la Légion d'honneur (1929) ;
- Croix de guerre 1914-1918 (quatre citations à l'ordre de l'armée, deux citations à l'ordre de la division);
- Médaille militaire.